# エリアス・ガルシア・マルティネス
エリアス・ガルシア・マルティネス（スペイン語: Elías García Martínez, 1858年7月20日 - 1934年8月1日）は、スペインの画家。

## 経歴
ガルシア・マルティネスは生まれ育ったレケナで芸術家として出発した。バレンシアの王立サン・カルロス美術アカデミーに学び、バルセロナでも勉強を続けた。その後サラゴサに移り結婚している。1894年にはサラゴサの美術学校で講師の仕事を始め、1929年に退職するまで装飾画と肖像画の講座を持った。彼は別の学校でも教授として授業を持っていた。

## この人を見よ
サラゴサ、ボルハのミゼリコルディア教会にあったエリアスの手になるフレスコ画「この人を見よ」は2012年に国際的な注目を集めた。この地で暮らす80歳の女性が善意から湿気により傷んでいた絵画の修復を申し出たのだが、彼女は風景画のアマチュアで人物画は得意ではなく、結果としてフレスコ画は「子供が指で描いたような絵」になってしまったのである。
「この人を見よ」は名画とされてきたわけではないが、「感情的な価値」はあった。ガルシア・マルティネスの二人の子供はボルハでは有名な芸術家であり、その家族が保護のために寄付活動を行っていたのだ。ボルハの市議会議員によると、再修復ができないようであればこの絵の写真でもとあった場所をおおうことを検討しているという。

## ギャラリー
「悲しみの聖母」（Virgen de los Dolores, 1933）
「この人を見よ」（Ecce Homo, 1910）